# Centropyge resplendens
Centropyge resplendens là một loài cá biển thuộc chi Centropyge trong họ Cá bướm gai. Loài này được mô tả lần đầu tiên vào năm 1975.

## Từ nguyên
Từ định danh của loài trong tiếng Latinh có nghĩa là "rực rỡ", hàm ý đề cập đến màu sắc bắt mắt của loài này.

## Phạm vi phân bố và môi trường sống
C. resplendens là một loài đặc hữu của đảo Ascension. Loài này sống gần các mỏm đá ngầm trên nền đáy đá vụn ở độ sâu từ 15 đến ít nhất là 40 m.

## Mô tả
C. resplendens có chiều dài cơ thể tối đa được biết đến là 6 cm. Cơ thể có màu xanh lam thẫm, ngoại trừ một vùng màu vàng đến màu cam từ mõm, dọc theo lưng và thân trên kéo dài đến cuống đuôi, lan rộng khắp vây lưng. Bao quanh mắt là một vòng tròn màu xanh lam sáng. Mống mắt màu cam. Vây ngực trong suốt, các vây còn lại có dải viền màu xanh óng ở rìa. Vây đuôi màu vàng cam. Vây hậu môn và vây bụng màu xanh tiệp với thân, hơi phớt cam.
C. resplendens có kiểu hình khá giống với hai loài, là Centropyge argi và Centropyge aurantonotus, hai loài có phạm vi ở Tây Đại Tây Dương, và cả ba đều thuộc phân chi Xiphypops. Toàn bộ cơ thể C. argi có màu xanh lam thẫm, ngoại trừ đầu và ngực là màu vàng cam. Còn C. aurantonotus và C. resplendens có thể được phân biệt qua màu sắc vây đuôi: xanh thẫm ở C. aurantonotus và vàng cam ở C. resplendens. Đầu của C. aurantonotus là màu vàng cam, trong khi đầu của C. resplendens là màu xanh thẫm (chỉ có mõm màu vàng).
Số gai vây lưng: 14; Số tia vây ở vây lưng: 16; Số gai vây hậu môn: 3; Số tia vây ở vây hậu môn: 17; Số gai vây bụng: 1; Số tia vây ở vây bụng: 5; Số tia vây ở vây ngực: 16.

## Sinh thái học
C. resplendens là một loài ăn tạp, bao gồm những loài thủy sinh không xương sống nhỏ và tảo.

## Thương mại
C. resplendens là một loài cá cảnh có giá khá đắt. Những cá thể được bán hiện nay là những cá thể được nhân giống trong điều kiện nuôi nhốt.
Trong quá trình nhân giống, các chuyên gia đã cho lai ghép giữa C. resplendens với C. argi. Những cá thể lai, được biết với tên gọi là Resplendent Cherubfish, được bán với giá khoảng 3.000 USD một con. C. resplendens cũng đã được cho lai tạo với Centropyge fisheri, một loài có phạm vi rộng khắp Ấn Độ Dương - Thái Bình Dương (cũng thuộc phân chi Xiphypops), trong môi trường thí nghiệm.

### Trích dẫn
- R. Lubbock; R. D. Sankey (1975). "A new angelfish of the genus Centropyge (Teleostei: Pomacanthidae) from Ascension Island". Bulletin of the British Museum (Natural History) Zoology. Quyển 28 số 5. tr. 227–231.